# Stigmidium microspilum
Stigmidium microspilum är en lavart som först beskrevs av Körb., och fick sitt nu gällande namn av David Leslie Hawksworth 1975. Stigmidium microspilum ingår i släktet Stigmidium och familjen Mycosphaerellaceae.  Arten är reproducerande i Sverige. Inga underarter finns listade i Catalogue of Life.